# 纯函数
在程序设计中，若一个函数符合以下要求，则它可能被认为是纯函数：
- 此函數在相同的输入值時，需產生相同的輸出。函數的輸出和輸入值以外的其他隐藏信息或狀態（英语：State (computer science)）無關，也和由I/O設備產生的外部輸出無關。
- 该函数不能有语义上可观察的函数副作用，诸如“触发事件”，使輸出設備輸出，或更改輸出值以外物件的內容等。

纯函数的輸出可以不用和所有的輸入值有關，甚至可以和所有的輸入值都無關。但纯函数的輸出不能和輸入值以外的任何資訊有關。纯函数可以傳回多個輸出值，但上述的原則需針對所有輸出值都要成立。若引數是传引用调用，若有對參數物件的更改，就會影響函數以外物件的內容，因此就不是纯函数。